# Alyssum cacuminum
Espèce
Statut de conservation UICN

 NT  : Quasi menacé
L'alysson à pointes (Alyssum cacuminum) est une espèce de plante à fleurs de la famille des brassicacées originaire des Pyrénées.

## Taxonomie
L'espèce est décrite en 2014 par Španiel, Marhold et Lihová. Elle comprend deux sous-espèces :
- Alyssum cacuminum subsp. cacuminum
- Alyssum cacuminum subsp. paniel

## Répartition
L'espèce est endémique des Pyrénées-Orientales. On la rencontre en Haute-Cerdagne et sur la frontière avec l'Espagne.

## Protection
Alyssum cacuminum est évaluée Espèce quasi menacée (NT) sur la Liste rouge de la flore vasculaire de France métropolitaine de 2019.